# ある訪問
『ある訪問』（あるほうもん、原題: Une visite）は、1954年に、批評家時代のフランソワ・トリュフォー（当時22歳）の初の脚本・演出による16ミリの短篇習作。全編モノクロのサイレント映画。「試しに撮ってみた」という程度の自主制作映画なので完成度は高くないが、撮影ジャック・リヴェット、編集アラン・レネという、後のヌーヴェルヴァーグのビッグネーム3人が名を連ねている。
1本しかないプリントが行方不明になっていたので「幻の作品」と言われていたが、その後、トリュフォーの親友で製作を担当したロベール・ラシュネー（彼の名前はトリュフォーのペンネームとして、また、『柔らかい肌』の主人公ピエール・ラシュネーとして使われている）の倉庫から偶然発見され、1982年4月に東京でぴあ主催の映画祭「フランソワ・トリュフォー全集」において「世界初公開」された。
当初レネは編集に参加しておらず、本作も20分以上の長さだったのだが、作品を見たレネが思い切った編集をしたので7分40秒の長さになった。なお、リヴェットとトリュフォーはカイエ・デュ・シネマ誌を通じて、レネとトリュフォーはアンドレ・バザンの事務所で知り合ったらしい。
男がタバコを吹かして「汽車ポッポ」をするシーンは、『突然炎のごとく』でも再現されている。

## キャスト
- 少女：ローラ・モーリ
- 義兄：ジャン＝ジョゼ・リシェ
- 少年：フランシス・コニャニー
- 赤ん坊：フロランス・ドニオル＝ヴァルクローズ